# Aerodramus salangana
La salangana de la Sonda o rabitojo de nido de musgo (Aerodramus salangana) es una especie de ave apodiforme de la familia Apodidae endémica de las islas de la Sonda. Algunos taxónomos la consideran una subespecie de salangana de Vanikoro.

## Distribución geográfica yhábitat
Se extiende por las selvas de las islas de la Sonda occidentales. Se encuentra en el norte de Borneo, Java, este de Sumatra y las pequeñas islas frente a sus costas, además de Natuna y las islas Derawan.

## Subespecies
Se reconocen las siguientes:
- A. s. aerophilus (Oberholser, 1912) - islas al oeste de Sumatra
- A. s. natunae (Stresemann, 1930) - norte de Borneo, Natuna, Sumatra (?)
- A. s. maratua (Riley, 1927) - archipiélago Maratua (al noreste Borneo)
- A. s. salangana (Streubel, 1848) - Java